# Iné Kafe
Iné Kafe či Inekafe je slovenská punkrocková a pop punková hudební skupina založená v roce 1995 v Bratislavě. Během své kariéry získala mnohá ocenění včetně několika platinových desek za prodaná alba. Své působení ukončila na počátku roku 2006 poté, co odešel její frontman a hlavní autor písní Vratko Rohoň. V roce 2010 obnovili svou činnost v omezeném režimu a postupně se vrátili k plnohodnotnému fungování. Skupina si po dobu své existence získala značnou popularitu na Slovensku, i v České republice.

## Historie
V roce 1995 se kytarista Vratko Rohoň a zpěvák Mário Chromý během cesty na Ukrajinu rozhodli založit hudební skupinu. Ta dostala jméno Iné Kafe (psáno v azbuce buď celé, nebo později jako Iné kaфe). K této dvojici se záhy připojili Noro Komada (bicí) a Richard Barger (basová kytara). V kulturním domě Bernolákovo nahrála skupina své první písně. Komada byl však kvůli osobním problémům z kapely záhy vyloučen. Nedlouho po něm odešel také Barger. Prázdné posty bubeníka a baskytaristy zaplnili bratři Josef „Dodo“ Praženec a Mário „Wayo“ Praženec. V této sestavě nahrálo Iné Kafe v roce 1996 svou první demo desku s názvem Kachny. Výhradními autory písní jsou Rohoň a Chromý, ten však skupinu kvůli studiu na vysoké škole ještě téhož roku opustil. Na pozici zpěváka ho nahradil Marek „Cibi“ Cibula, se kterým nejprve nahráli druhou demo desku s názvem Situácia a 4. října 1998 také první oficiální desku Vitaj!. Jelikož se nepodařilo vydat tuto nahrávku u existujících společností, založil Rohoň vlastní vydavatelství Shotgun Records. K albu Vitaj! vyšel také singl 090X ke kterému skupina natočila svůj první videoklip. Během doprovodného turné s názvem Vitaj Tour se Cibula rozhodl kvůli neshodám uvnitř kapely odejít. Iné Kafe tak v krátké době opustil už druhý zpěvák a Rohoň se rozhodl tento post zaujmout sám.
V roce 1999 podepsala skupina nahrávací smlouvu s renomovaným vydavatelstvím Universal Music a pod jeho hlavičkou vzniklo druhé album s názvem Čumil. To přineslo pro Iné Kafe opravdový průlom. Skupina za něj získala zlatou desku a stala se objevem roku v anketě Slávik. V roce 2000 však došlo k dalším osobním neshodám a Rohoň se rozhodl kompletně obměnit složení kapely. Bratry Pražencovi vystřídali Peter „Forus“ Fóra (basová kytara) a Daniel "Dano" Mathia (bicí). Sestavu doplnil druhý kytarista Tibor Prikler. Následně vyšlo třetí album s názvem Je tu niekto?, které získalo za 25000 prodaných nosičů platinovou desku a Iné Kafe se stalo skokanem roku v anketě Slávik. V roce 2001 získalo další album Príbeh opět platinovou desku. Z tohoto alba pocházejí úspěšné singly Ďakujeme vám a Ráno. Kapela opět bodovala v anketě Slávik, tentokrát třetím místem v kategorii hudebních skupin. Prikler se však téhož roku rozhodl Iné Kafe opustit a skupina tak pokračovala ve trojici. K skladbám Ďakujeme vám, Ráno a Růžová zahrada vznikly také videoklipy, vzhledem ke koncertní vytíženosti kapely (např. turné se skupinou Kabát) však nezbyl prostor pro nahrání dalšího řadového alba. Na přání fanoušků však vyšla reedice prvních dvou demonahrávek pod názvem Situácia & Kachny. Až v roce 2003, po další změně na pozici bubeníka, kdy Mathiu nahradil Ján Rozbora, vyšlo album Bez udania dôvodu, které opět získalo platinovou desku za prodeje. Skupina pozměnila své jméno na Inekafe, původní název však zůstal široce zažitý a běžně se používají obě varianty. Téhož roku absolvovali velké množství koncertů, mimo jiné i ve Spojených státech a na polské verzi festivalu Woodstock, který navštívilo 250000 fanoušků. Zabodovali také se svým dalším singlem a videoklipem Spomienky na budúcnosť, poté však došlo k omezení vlastní tvorby. 17. února 2006 oznámil Rohoň konec svého působení v kapele. Důvodem byla jeho kariéra dopravního pilota. Ostatní členové bez něho pokračovat odmítli. 22. května 2008 odehrála skupina rozlučkový koncert v areálu studentských kolejí Mlynská dolina v Bratislavě. Do sestavy se po boku Rohoně a Fóry vrátili Mário a Jozef Pražencovi, Mário tentokrát jako doprovodný kytarista. O rok později absolvovali jeden koncert také v Praze v Incheba aréně. Z něho byl pořízen videozáznam a nahrávka tohoto koncertu získala platinovou desku ještě před svým vydáním. Množství nabídek na další vystoupení však kapela odmítla s tím, že definitivně ukončila svou existenci.
11. ledna 2010 oznámili návrat ke koncertování v omezeném režimu, který měl Rohoňovi umožnit pokračovat v práci pilota. Kapela ve složení Rohoň – Fóra – Jozef Praženec absolvovala v tomto roce pouhé 3 koncerty. Přesto po delší přestávce vznikla nová píseň Mojich najlepších 15 rockov, která se objevila na výběru Najlepších 15 rockov. Iné Kafe se postupně vrátilo k plnohodnotnému fungování a už v roce 2011 absolvovali svoje do té doby největší turné po Slovensku a České republice. Následovalo vydání šestého alba Právo na šťastie, které bylo k dispozici po dobu 100 dnů v digitální verzi na oficiálních stránkách kapely a také v klasické verzi v obchodech. Křest proběhl na palubě Boeingu 737-400, který Rohoň pilotoval. Následovalo stejnojmenné turné (šest termínů v obou zemích) ale pro velký zájem musel být přidán ještě jeden koncert v Bratislavě. V zimě 2014 oznámila kapela odchod Fóry. Rohoň v médiích naznačil, že za ním stály jeho problém s drogami. Fóra tato obvinění dementoval a jako skutečný důvod svého odchodu uvedl plánované studium v zahraničí. Na pozici baskytaristy ho nahradil Roman „Hulo“ Hulín. S ním kapela vydala své sedmé album s názvem Nevhodný typ. Hulína v roce 2016 vystřídal navrátivší se Fóra a Iné Kafe s ním absolvovalo turné Mestá ďaleké klubtour 2016. Nedlouho poté však z kapely podruhé odešel. Na pozici baskytaristy v lednu 2018 nastoupil Vladimír "Vlado" Bis. U příležitosti uplynutí 20 let od vydání první desky Vitaj! odehrála kapela koncerty v Praze, Brně a Bratislavě. Jejich součástí bylo celé toto album zahrané v sestavě, která ho původně natočila (Cibula, Rohoň, M. Praženec, J. Praženec). Pro velký zájem musel být přidán v Bratislavě jeden termín.
V roce 2020 v rámci oslav 25 let od svého založení uspořádala kapela dvojici koncertů v doprovodu Českého symfonického orchestru a pěveckého sboru Tirnavia. 15. ledna vystoupili v Národním tenisovém centru v Bratislavě, 17. ledna ve Fóru Karlín v Praze. Navazující turné s názvem 25 rockov muselo být kvůli pandemii covidu-19 opakovaně přesunuto. V únoru 2021 vyšel na CD a DVD záznam symfonického koncertu z Bratislavy pod názvem 25 rokov symphonic live in Bratislava. V roce 2022 vydala kapela album s názvem Made in Czechoslovakia. Jedná se o coververze známých písniček vydaných v období Československa jako např. Holky z naší školky (Stanislav Hložek, Petr Kotvald), Včelka Mája (Karel Gott), či Vymyslená (Elán). Pro navazující turné Made in Czechoslovakia 2023 se ke kapele připojil i druhý kytarista Tadeáš Laššák a Iné Kafe vydalo singl Leto!, který se po singlech Sínus dopadu (2017) a Ruleta (2020) stal teprve třetím autorským počinem od alba Nevhodný typ (2015).

## Současní členové
- Vratko Rohoň – kytara, zpěv (1995 - 2006; 2006 - současnost)
- Jozef „Dodo“ Praženec – bicí (1996 - 2000; 2006 - současnost)
- Vlado Bis – baskytara (od 2018)
- Tadeáš Laššák – kytara (od 2023)

## Diskografie
- 1995 – Kachny (demo)
- 1997 – Situácia (demo)
- 1998 – Vitaj!
- 1999 – Čumil
- 2000 – Je tu niekto?
- 2001 – Príbeh
- 2003 – Bez udania dôvodu
- 2011 – Právo na šťastie
- 2015 – Nevhodný typ
- 2022 – Made in Czechoslovakia

### Kompilace
- 2002 – Situácia & Kachny (reedice)
- 2010 – Najlepších 15 rockov (best of – 2CD)
- 2017 – 22 svetelných rokov (best of)

### DVD
- 2009 – Live In Praha
- 2021 – 25 rokov symphonic live in Bratislava